# امرأة في الخامسة
امرأة في الخامسة هو فيلم من نوع غموض ودراما ومقتبس ‏ أُصدر في 2011. الفيلم من إنتاج فيلمفور برودكشنز ‏، وهو من إخراج بافل بافليكوفسكي، أما السيناريو فكان من كتابة بافل بافليكوفسكي ودوغلاس كينيدي. الفيلم مقتبسٌ من The Woman in the Fifth ‏ من تأليف دوغلاس كينيدي.

## القصة
تقع أحداث الفيلم في باريس.

## طاقم التمثيل
- كريستين سكوت توماس
- ان بينوا
- دلفين سحياللوت  [لغات أخرى]‏
- غريغوري غاديبوا
- جوانا كوليغ
- مارسيلا إياكوب
- نيكولا بوكير  [لغات أخرى]‏
- سمير قواسمي
- سيرج بين بوزون
- Wilfred Benaïche  [لغات أخرى]‏
- إيثان هوك

## الإنتاج
موسيقى الفيلم التصويرية كانت من تأليف Max de Wardener ‏.

## وصلات خارجية
- إمرأة في الخامسة على موقع IMDb (الإنجليزية)
- إمرأة في الخامسة على موقع ميتاكريتيك (الإنجليزية)
- إمرأة في الخامسة على موقع روتن توميتوز (الإنجليزية)
- إمرأة في الخامسة على موقع نتفليكس (الإنجليزية)
- إمرأة في الخامسة على موقع قاعدة بيانات الأفلام العربية
- إمرأة في الخامسة على موقع ألو سيني (الفرنسية)
- إمرأة في الخامسة على موقع أول موفي (الإنجليزية)
- إمرأة في الخامسة على موقع بوكس أوفيس موجو (الإنجليزية)
- إمرأة في الخامسة على موقع فيلمافينيتي (الإسبانية)
- إمرأة في الخامسة على موقع قاعدة بيانات الأفلام السويدية (السويدية)